# Aubert Parent
Aubert Henri Joseph Parent né à Cambrai le 13 décembre 1753 et mort à Valenciennes le 27 novembre 1835 est un sculpteur, architecte et archéologue français.
Il est le père des architectes Henri Parent (1819-1895) et Clément Parent (1823-1884).

## Biographie
En 1784, Aubert Parent voyage en Italie pour parfaire sa formation avec le soutien financier de Louis XVI. Il est connu pour ses panneaux décoratifs en bois de tilleul sculptés avec virtuosité, produits même pour Louis XVI. La Révolution le contraint à quitter la France pour la Suisse.
Émigré en Suisse en 1792, il voyage à Berlin et à Saint-Pétersbourg, puis séjourne à Bâle (1793-1794, 1801 et 1803) et procède à  de précoces fouilles archéologiques sur site romain d'Augusta Raurica.
À Neuchâtel, il exécute le buste en marbre de David de Pury (1795 et 1804-1805). Entre 1805 et 1811, il occupe la fonction d’intendant des bâtiments du canton de Soleure et dirige l’école de dessin de cette ville. On lui doit des ouvrages richement illustrés sur les antiquités d'Augst et de Suisse.
Dans le canton de Vaud, Parent, alors membre de l’Académie des arts de Berlin et de la Société des antiquaires de France, intervient en 1804 pour souligner l’urgence de garantir la protection des ruines romaines d’Avenches et produit diverses descriptions et croquis de ces ruines pour convaincre la Société d’émulation du potentiel de ces vestiges.
En 1813, il rentre à Valenciennes, et passe le reste de sa vie à enseigner l'architecture à l'académie de Valenciennes.

## Œuvres
- Aubert Parent, Mémoire historique des fouilles faites au village d'Augst, canton de Basle, en Suisse, sur le territoire de l'ancienne Augusta Rauracorum, Bâle, 1804.
- Aubert Parent, Instructions à l'usage des élèves de la classe d'architecture de la ville de Valenciennes et des écoles de cet art établies dans le département du Nord, Valenciennes, 1830.